# Zbigniew Łój
Zbigniew Łój (ur. 4 sierpnia 1945 w Wolterdingen w Badenii-Wirtembergii, zm. 3 stycznia 2022 w Częstochowie) – polski hokeista na trawie (bramkarz), olimpijczyk z Monachium 1972). Zawodnik HKS Siemianowiczanki (1959-1974). 16-krotny reprezentant Polski w latach 1969–1972, m.in. wystąpił na mistrzostwach Europy w Brukseli w roku 1970.
Syn Mariana i Krystyny Fogiel. Absolwent ZSZ (ślusarz), wieloletni pracownik Huty „Jedność”. Zasłużony Mistrz Sportu (1972).